# Dan Clarke
Daniel „Dan” Clarke (ur. 4 października 1983 roku w Mexborough) – brytyjski kierowca wyścigowy.

## Kariera
Clarke rozpoczął karierę w międzynarodowych wyścigach samochodowych w 2002 roku od startów w Festiwalu Formuły Ford oraz w Brytyjskiej Formule Ford. W edycji brytyjskiej z dorobkiem 202 punktów został sklasyfikowany na czwartej pozycji w końcowej klasyfikacji kierowców. Rok później został mistrzem tej serii. W późniejszych latach Brytyjczyk pojawiał się także w stawce edycji zimowej Brytyjskiej Formuły Renault, Grand Prix Makau, Masters of Formula 3, Champ Car, A1 Grand Prix, Indy Lights, NASCAR oraz Continental Tire Sports Car Challenge.